# Impression-Management
Impression Management (IM) ist die bewusste oder unbewusste Steuerung des Eindrucks, den Personen oder Organisationen auf andere machen. Impression Management wird zunehmend auch als Konzept der Public Relations eingesetzt. Impression Management kann als Handlungskonzept Images erzeugen oder verändern. In der deutschsprachigen sozialpsychologischen Literatur ist synonym auch der Begriff der Selbstdarstellung geläufig.

## Begriff
Die Impression-Management-Theorie – ein Erklärungskonzept der Sozialpsychologie, auf das auch die Public Relations mit wachsendem Interesse schaut. – geht wertneutral davon aus, dass Menschen sich ständig darum bemühen, den Eindruck, den sie auf andere machen, zu steuern und zu kontrollieren: «Impression Management refers to those strategies and techniques that individuals use to control the images and impressions that others form of them during social interaction»
Das heißt, Impression Management ist ein Verhalten, das in der alltäglichen Kommunikation, aber auch für die Öffentlichkeitsarbeit von Organisationen – insbesondere für die Imagebildung – eine wichtige Rolle spielt.
Nach Ebert und Piwinger ist Impression Management die „Eindruckssteuerung durch Selbstdarstellung bzw. Steuerung der für die Eindrucksbildung relevanten Informationen“.

## Geschichte
Einer der ersten und einflussreichsten Wissenschaftler, der sich mit der zielgerichteten Natur menschlicher Kommunikation beschäftigt hat, ist Erving Goffman. Goffman setzt in seinem programmatischen Buch «Wir alle spielen Theater» menschliches Sozialverhalten in enge Beziehung zur Schein- und Rollenwelt des Theaters. Er geht hierbei ähnlich wie die Vertreter der Theorie des symbolischen Interaktionismus davon aus, dass Personen in sozialen Interaktionen zunächst Informationen (Gesprächsinhalte, Kleidung, Gesicht, Stimme, Frisur, Statussymbole, Reputation, Expertise) über ihren Interaktionspartner analysieren müssen, um sich dann einen Eindruck zu bilden. Dieser wiederum hängt stark von eigenen Einstellungen, Gefühlen und klischeehaften Bilderwelten ab. Das Bild, das wir von anderen Menschen entwickeln, hat also sehr viel mit unseren eigenen Realitätserwartungen zu tun. Das Management des Eindrucks besteht hierbei darin, diese Informationsübermittlung gezielt zu manipulieren: Wir spielen gegenüber unserer Umwelt absichtsvoll soziale Rollen. Im Mittelpunkt des Impression-Managements steht also der strategische und taktische Einsatz der Selbstpräsentation: Das «Selbst» wird als Image verstanden, das eine Person durchsetzt, indem sie ihrem sozialen Publikum Informationen liefert, die zu einer erwünschten kognitiven Repräsentation führen. Das plastischste Beispiel hierfür ist der Umgang mit Fotografien: Viele Menschen vernichten untreffliche Fotos von sich, während sie gelungene Aufnahmen als realistisch bezeichnen.
Damit handeln sie nach dem Grundprinzip des Impression Managements: Wir selektieren gezielt Informationen, von denen wir positive Wirkung erwarten (Statussymbole, soziale Kontakte, Hobbys, Stile usw.) und stellen sie für das Ganze dar. Hierbei antizipieren wir potenzielle Reaktionen und Erwartungen des Publikums. Unser Bild des Anderen hängt also stark von unseren eigenen Erwartungen ab. Impression Management-Techniken können auf kurz- oder langfristige Wirkung zielen. Sie können assertiven oder defensiven Charakter tragen. Auf dieser klassischen Skala lassen sich viele einzelne Techniken der systematischen Eindruckssteuerung einordnen, die zum Beispiel bei Michael Weißhaupt detailliert beschrieben und untersucht wurden.

## Beispiele
Eine klassische Situation, in der Impression-Management-Techniken eingesetzt werden, ist das Vorstellungsgespräch: Die kalkulierte Wahl der Kleidung, des Erscheinungsbilds, der Gesprächsinhalte, die dem Gegenüber präsentiert werden, wie auch der Stil des Auftretens werden hier als Mittel des Impression Managements verwendet. Schon vor einem Vorstellungsgespräch werden Bewerbungsfotos als ein weiteres klassisches IM-Instrument verwendet. Auch der Einstellende betreibt im Bewerbungsgespräch Impression Management, um die neue Stelle und das Unternehmen zu präsentieren.
Ursprünglich in den USA erforscht, ist IM auch in Deutschland ein Thema der Sozialpsychologie, weil es als kalkuliertes Konzept der Selbstdarstellung imagebildende oder imageverändernde Wirkungen erzielen kann.

## Strategien und Techniken
Es gibt eine Fülle von (langfristigen) Strategien und (kurzfristigen) Techniken des Impression Managements. Sie werden in assertive (im Sinne von offensiv, eigeninitiativ) und defensive unterteilt. Erstere versuchen, ein bestimmtes Image aufzubauen, letztere wollen einen Imageschaden vermeiden und dienen der Verteidigung. Als eine der assertiven Strategien gilt beispielsweise das Ingratiation (sich einschmeicheln, beliebt machen). Defensiv ist etwa das Self-handicapping, bei dem externe Erklärungen für mögliche Misserfolge vorbereitet werden. Wer zum Beispiel bei einer Prüfung nicht sein Bestes gibt, kann eventuelles Versagen darauf schieben. In einer gesteigerten Ausprägung verringern Menschen die Wahrscheinlichkeit selbst, eine Aufgabe erfolgreich zu bewältigen. Dies geschieht oftmals durch die Einnahme von Drogen oder Alkohol.